# Estación 18 de Marzo
18 de Marzo es la décimo-quinta estación de la Línea 1 del Tren Ligero de Guadalajara en sentido norte a sur, y la sexta en sentido opuesto; es además una de las estaciones que integran el tramo superficial sur de dicha línea que corre sobre Av. Colón.
La estación toma su nombre de la colonia 18 de Marzo, situada en el costado oriente de Av. Colón.
Esta estación presta servicio a las colonias 18 de Marzo y vecinos de la Av. López de Legaspi.
Su logo es una torre petrolífera, puesto que el 18 de marzo de 1938 el entonces presidente de México: el general Lázaro Cárdenas efectuó la Expropiación Petrolera.

## Puntos de interés
- Clínica 34 del IMSS.
- Mercado 18 de Marzo.
- Parroquia del Señor Grande.
- Escuela Secundaria 10 Mixta Fernando Hernández Alcalá.
- Escuela Secundaria Técnica 14.

- Datos: Q5485857